# Дида (вратарь)
Не́лсон де Жезу́с Си́лва (порт.-браз. Nelson de Jesus Silva; род. 7 октября 1973, Ирара, Баия), более известный как Ди́да (порт.-браз. Dida), также в европейской прессе встречается вариант Нелсон Дида (порт.-браз. Nelson Dida) — бразильский футболист, вратарь. Наиболее известен как основной вратарь «Милана» с сезона 2002/03 по сезон 2009/10.
В 2000 году в составе «Коринтианса» выиграл Клубный чемпионат мира. В составе «Милана» дважды выигрывал Лигу чемпионов УЕФА (2003, 2007), а также чемпионат Италии (2004) и Клубный чемпионат мира (2007).
Чемпион мира 2002 года в составе национальной сборной в качестве резервного вратаря. В 2006 году был основным вратарём сборной Бразилии на кубке мира в Германии. Бразилия дошла до 1/4 финала.
Завершил карьеру в 2016 году в возрасте 42 лет. Работал в структуре «Милана» тренером вратарей.

## Ранние годы
Дида родился 7 октября 1973 года в городе Ирара в северо-восточном бразильском штате Баия, у него было пятеро сестёр и четверо братьев. Он вырос в Лагоа-да-Каноа в небольшом соседнем штате Алагоас, куда переехала его семья, когда ему было три месяца. Изначально его любимым видом спорта был волейбол, в который он играл со своими братьями, затем он начал играть в мини-футбол. Он предпочитал позицию вратаря, несмотря на непопулярность этого амплуа в бразильском футболе и тот факт, что вратарями в Бразилии обычно были белые.
Дида болел за «Фламенго», в возрасте 13 лет он с друзьями собрал любительскую команду под названием «Фламенгиньо» («маленький Фламенго»), это был его первый опыт игры за постоянную команду. Своё прозвище Дида позаимствовал у нападающего «Фламенго» второй половины 1950-х, чемпиона мира 1958 года в составе сборной Бразилии. Его футбольными кумирами были вратари Ринат Дасаев и будущий товарищ по сборной Клаудио Таффарел, который успешно выступал в Италии и Турции и которого Дида позже считал пионером в области популяризации бразильских вратарей в европейских клубах.

## Карьера игрока

### Клубная карьера

#### Начало карьеры в Бразилии
В 1990 году, в возрасте 17 лет, Дида дебютировал в молодёжном футболе с командой «АСА Арапирака». Два года спустя он присоединился к академии команды «Витория» (Салвадор). После победы в молодёжном чемпионате мира 1993 года Дида сыграл 24 матча в воротах первой команды «Витории», клуб занял второе место после «Палмейраса» в Серии A. В том сезоне Дида в свои 20 лет стал самым молодым обладателем титула лучшего вратаря Серии A по версии футбольного журнала Placar.
Затем в 1994 году Дида перешёл в «Крузейро» из Минас-Жерайса и за пять сезонов выиграл четыре титула чемпиона штата, Кубок Бразилии 1996 года и Кубок Либертадорес 1997 года, а также ещё две награды лучшего вратаря чемпионата. Однако в январе 1999 года он публично заявил о желании попробовать свои силы в Европе и привлечь внимание тренерского штаба сборной Бразилии. Поэтому он подал на свой клуб в суд, чтобы досрочно разорвать свой контракт и перейти в «Милан», единственную европейскую команду, которая сделала ему предложение. Последовавшая судебная тяжба между игроком и «Крузейро» длилась пять месяцев. ФИФА разрешила Дида перейти на правах аренды в швейцарский клуб «Лугано», чтобы он мог поддерживать форму, однако он не сыграл ни одного матча за клуб. Его переход в «Милан» состоялся в мае 1999 года, когда «Крузейро» получил 2,7 миллиарда итальянских лир (5,2 миллиона реалов), что положило конец разбирательствам.
В сезоне 1999/2000 Дида был третьим вратарём в команде Альберто Дзаккерони после Кристиана Аббьяти и Себастьяно Росси. В итоге, чтобы иметь игровую практику, он вернулся в Бразилию, на правах аренды перейдя в «Коринтианс». В течение этого периода он завоевал репутацию специалиста по отбитию пенальти, он парировал два 11-метровых — оба были в исполнении Раи — в матче полуфинала плей-офф чемпионата против принципиального соперника «Сан-Паулу». «Коринтианс» выиграл со счётом 3:2, а Дида за свою игру получил оценку в 10 баллов от Placar. Дида впервые попал в номинацию на премию IFFHS как лучший вратарь в сезоне, заняв восьмое место в голосовании. На клубном чемпионате мира 2000 года он отстоял три из четырёх матчей «на ноль», пропустив всего два гола, а «Коринтианс» впервые выиграл трофей. 15 января финал против «Васко да Гамы» закончился без голов в дополнительное время, в серии пенальти он отбил удар Жилберто. «Коринтианс» выиграл серию со счётом 4:3 после того, как нападающий «Васко» Эдмундо не попал по воротам. Полузащитник «Коринтианса» Рикардиньо позже сообщил СМИ, что в течение дополнительного времени команда стремилась довести матч до пенальти, зная, что Дида отобьёт «по крайней мере один из пяти». BBC News раскритиковала «неудачный финал» поскольку обе команды на разу не забили за два часа открытой игры, в то время как сам Дида критиковал серии пенальти за то, что они «причиняют страдания игрокам и болельщикам».

#### «Милан»
«Милан» вернул Диду из аренды и заявил его на Лигу чемпионов 2000/01, так как Кристиан Аббьяти отбыл в расположение сборной Италии на летние Олимпийские игры 2000 года. Дида дебютировал за «россонери» 13 сентября 2000 года в матче группового этапа против «Бешикташа» (победа 4:1). Но через шесть дней в матче с «Лидс Юнайтед» на мокром газоне он случайно отбил удар Ли Бойера в свои ворота, этот гол был единственным в игре. Дида объяснил, что он попытался погасить силу удара, а затем забрать мяч в руки, но мяч упал в лужу и отскочил в сетку. Он отыграл оставшиеся матчи группового этапа и провёл свой первый «сухой» матч за «Милан» 26 сентября — его команда победила «Барселону» со счётом 2:0, но во втором групповом этапе играл уже Аббьяти (в том сезоне формат Лиги чемпионов предусматривал два групповых этапа). Дида впервые сыграл в Серии А в матче с «Пармой» (поражение 2:0), а после травмы Аббьяти он проиграл конкуренцию Росси. В том сезоне он сыграл ещё один матч, когда «Милан» со счётом 2:0 уступил «Галатасараю», ворота которого защищал Таффарел, в итоге «россонери» вылетели из Лиги чемпионов.
В ходе сезона 2000/01 Дида и ещё несколько игроков, в том числе Хуан Себастьян Верон, Альваро Рекоба и его будущий одноклубник Кафу, были замешаны в скандале, связанном с поддельными европейскими паспортами. Дида присоединился к «Милану» по португальскому паспорту как гражданин ЕС. «Милан» на тот момент уже исчерпал свой лимит на игроков из стран вне ЕС — в команде были Андрей Шевченко, Сержиньо и Звонимир Бобан. Проверка выявила, что документ поддельный, «Милан» быстро перерегистрировал Диду как игрока не из ЕС. В июне 2001 года Итальянская федерация футбола оштрафовала клуб на 445 600 долларов и отстранила Диду от участия в итальянских футбольных турнирах на один год, в свою очередь ФИФА на год отстранила его от матчей за сборную.
В сезоне 2001/02 Дида не выступал за «Милан» из-за дисквалификации, в итоге он был отдан в аренду «Коринтиансу». Он сыграл только восемь матчей в бразильской Серии А в качестве сменщика основного вратаря Дони, но тем не менее выиграл Лигу Паулисту, турнир Рио — Сан-Паулу и Кубок Бразилии 2002 года.
«Милан» снова вернул Диду из аренды на сезон 2002/03 в качестве резервиста. Первый матч в сезоне он сыграл 14 августа 2002 года, выйдя на замену Кристиану Аббьяти, который получил травму во второй половине отборочного матча третьего раунда Лиги чемпионов против «Слована» (Либерец). «Милан» выиграл с минимальным счётом, в итоге тренер Карло Анчелотти сделал Диду основным вратарём. Он сыграл 30 матчей, а «Милан» финишировал третьим в Серии А, у команды была вторая лучшая защита лиги после чемпиона «Ювентуса» (пропустила только 30 голов). В 2003 году Дида также выиграл свой единственный с «россонери» Кубок Италии. Дида сыграл 14 матчей в Лиге чемпионов, пропустив из-за травмы лишь ответный матч полуфинала против «Интернационале». «Милан» вышел в финал, где должен был сыграть против «Ювентуса» — впервые в истории турнира трофей разыграли две итальянские команды.
Дида редко вступал в игру во время безголевого основного времени и экстра-таймов, за исключением сейва после удара Алессандро Дель Пьеро. В серии пенальти он отбил удары Давида Трезеге, Марсело Салайеты и Паоло Монтеро. Всего Дида вместе со своим визави Джанлуиджи Буффоном на двоих отбили пять из первых семи ударов. После того, как Андрей Шевченко нанёс победный удар «Милана», он отпраздновал это, прыгнув в объятия Диды, их сразу окружили товарищи по команде.
Для меня он всегда будет первым товарищем, которого я обнял после того, как забил пенальти Буффону в том финале Лиги чемпионов.Андрей Шевченко
Тренер «Ювентуса» Марчелло Липпи сказал после матча, что «четыре или пять» его игроков отказались принимать участие в серии пенальти. Защитник «Ювентуса» Лилиан Тюрам, который не бил пенальти, признался, что на него оказала влияние репутация Диды как специалиста по пенальти. Дида закончил сезон, став первым бразильским вратарём, номинированным на Золотой мяч, и занял 13-е место в голосовании.
Дида стал первым вратарём года в Серии А не из Италии, пропустив всего 20 голов в 32 матчах в сезоне 2003/04, в котором «Милан» выиграл Скудетто. 16 сентября 2003 года в матче группового этапа Лиги чемпионов против «Аякса» Дида в добавленное время заблокировал удар в упор Рафаэла ван дер Варта, чем помог «Милану» сохранить победу со счётом 1:0. Однако «Милан» не смог защитить титул победителя Лиги чемпионов, уступив в четвертьфинале «Депортиво Ла-Корунья».
«Милан» начал сезон 2004/05 с победы в Суперкубке Италии. В первой половине сезона Серии А Дида демонстрировал хорошую игру в воротах. После удаления с поля в первом матче сезона «россонери» против «Ливорно» он пропустил только десять голов, а «Милан» не проиграл 17 из следующих 18 матчей лиги. 28 ноября 2004 года в матче против «Кьево» Дида выполнил акробатический сейв после свободного удара Роберто Баронио, ситуацию осложнил рикошет. «Милан» победил со счётом 1:0. Позже Анчелотти сказал репортёрам, что тот сейв «[стоил] не меньше, чем гол». Несмотря на то, что Дида провёл в общей сложности 16 «сухих» матчей и пропустил 25 голов в 36 матчах (из 38), «Милан» проиграл пять из последних восьми матчей и занял второе место после «Ювентуса», который и выиграл Скудетто.
В Лиге чемпионов Дида пропустил только три гола в первых десяти матчах «Милана», в том числе провёл серию из пяти «сухих» матчей подряд после поражения на групповом этапе от «Барселоны» со счётом 2:1. Пятый из них пришёлся на четвертьфинальный матч 7 апреля 2005 года против «Интера», Дида сделал несколько важных сейвов, в частности достал мяч в верхнем углу после штрафного удара Синиши Михайловича. Когда «Милан» вёл 1:0 в ответном матче 12 апреля, во втором тайме рефери Маркус Мерк не засчитал гол полузащитника «Интера» Эстебана Камбьяссо из-за фола на Диде нападающего Хулио Круса. Болельщики «Интера», которые сидели на фан-секторе за воротами Диды, в знак протеста против решения арбитра начали бросать на поле бутылки и фаеры. Когда Дида расчистил вратарскую площадь от мусора и попытался продолжить игру ударом от ворот, ему в правое плечо попал фаер, едва не задев голову. Матч был остановлен, на поле вышли пожарные, а Дида получил ожог плеча первой степени. После получасовой задержки игра возобновилась, на ворота вышел Кристиан Аббьяти, но матч был прерван менее чем через минуту после того, как болельщики снова стали бросать пиротехнику. УЕФА официально присудила «Милану» техническую победу со счётом 3:0, в результате чего Дида установил рекорд Лиги чемпионов — шесть матчей без пропущенных голов, кроме него этой отметки достигали Эдвин ван дер Сар и Юзеф Вандзик. Позже УЕФА оштрафовала «Интер» на 200 тыс. евро и обязала провести свои следующие четыре домашних матча в еврокубках без болельщиков. 26 апреля в полуфинале против ПСВ Дида установил рекорд турнира, отстояв седьмой матч подряд «насухо», «Милан» победил в первом матче со счётом 2:0. Однако 4 мая его серия закончилась на 623-й минуте после гола Пак Чи Сона на девятой минуте ответного матч, ПСВ выиграл 3:1, но «россонери» вышли в финал по голам на выезде.
В финале Лиги чемпионов 2005 года в Стамбуле «Милан» играл против «Ливерпуля». После первого тайма «россонери» вели со счётом 3:0, однако во второй половине матча соперник забил три гола за шесть минут. Второй гол «Ливерпуля» забил полузащитник «красных» Владимир Шмицер, Дида дотянулся до мяча, но не смог отбить. Третий гол забил Хаби Алонсо: испанец бил пенальти, который Дида отразил, но Алонсо сыграл на добивании. Матч завершился со счётом 3:3 в основное и дополнительное время, в серии пенальти Дида отбил только удар Йона Арне Риисе, в итоге «Ливерпуль» выиграл серию 11-метровых 3:2. Позже Диду раскритиковала пресса за то, что он вовремя не отреагировал на удар Шмицера. Дида был среди пяти игроков «Милана», включённых по итогам сезона в первую символическую сборную мира по версии FIFPro. Он стал вторым лучшим вратарём 2005 года по версии IFFHS, уступив Петру Чеху и опередив Джанлуиджи Буффона. Он также был номинирован на Золотой мяч 2005 года, но не получил ни одного голоса.
В сезоне 2005/06 «Милан» впервые с сезона 2001/02 остался без трофеев как на национальном, так и на европейском уровнях. Клуб финишировал вторым, на три очка отстав от «Ювентуса» в Серии А, позже оба клуба стали фигурантами скандала с договорными матчами Кальчополи. «Россонери» проиграли пять матчей в первой половине сезона, столько же они проиграли за весь предыдущий сезон. Команда пропустила 22 гола в 19 играх, при этом Дида пропускал в каждом матче вплоть до четвёртого тура, когда «Милан» победил «Лацио» (2:0). Форма Диды также стала заметно ухудшаться, он совершал грубые ошибки. 8 января 2006 года в матче с «Пармой» он выпустил мяч из рук после навеса, что позволило Паоло Каннаваро забить в пустые ворота и открыть счёт, тем не менее «Милан» выиграл 4:3. 28 января в матче с «Сампдорией» была неудачная попытка поймать удар Андреа Гасбаррони, мяч отскочил от руки Диды и попал в ворота. Матч завершился ничьей 1:1, в результате чего «Милан» отстал от «Ювентуса» на девять очков в чемпионской гонке. В феврале 2006 года тренер сборной Бразилии Карлос Алберто Паррейра, который ранее работал с Дидой в «Коринтиансе», публично заявил, что вратарь рискует потерять своё место в основе на предстоящем чемпионате мира, если его форма не улучшится. В полуфинале Лиги чемпионов 2006 года «Милан» уступил «Барселоне» с общим счётом 1:0, тем не менее Дида хвалили за сейвы после ударов Самуэля Это’о, Роналдиньо и Хенрика Ларссона в обоих матчах. Однако, его рекорд в Лиге чемпионов — семь «сухих» матчей — превзошёл вратарь «Арсенала» Йенс Леманн, закончивший сезон с десятью подряд матчами без пропущенных мячей.
В наказание за участие в договорных матчах «Милан» начал сезон Серии А 2006/07 со штрафом в восемь очков и занял четвёртое место в турнирной таблице после «Интера», «Ромы» и «Лацио». После пропущенного мяча от Стивена Макинвы из «Лацио» в матче-открытии сезона 10 сентября 2006 года (победа «Милана» 2:1) Дида не пропускал в чемпионате в течение 446 минут. 20 сентября он сыграл свой 200-й матч за «Милан», его команда победила «Асколи» со счётом 1:0. Однако в сезоне 2006/07 у Диды начались проблемы с травмами. 21 ноября 2006 года в матче против афинского АЕКа (поражение 1:0) он повредил коленные связки, из-за чего выбыл до конца года. Резервный вратарь Желько Калац заменял его до 21 января 2007 года, когда Дида вернулся на поле в матче с «Лацио» (0:0). Он пропустил 13 матчей Серии А из-за проблем с коленями и плечами, причём за последние три сезона вместе взятых он пропустил лишь десять игр.
«Милан» прошёл в Лигу чемпионов 2006/07, победив в квалификации «Црвену звезду» по сумме двух матчей, затем «россонери» вышли на первое место в своей группе. Дида отстоял четыре матча «насухо» и пропустил лишь два гола за весь групповой этап. После первого четвертьфинального матча 3 апреля против мюнхенской «Баварии» его раскритиковали за то, что он пропустил в компенсированное время от Даниэля ван Бюйтена, в результате чего «Милан» на своём поле упустил победу (2:2). Дида оставил ворота в неприкосновенности в ответном матче, «Милан» обыграл «Баварию» 2:0 и вышел в полуфинал. В матче 1/2 финала против «Манчестер Юнайтед» его снова критиковали за ошибки, приведшие к забитым голам Криштиану Роналду и Уэйна Руни, «Милан» проиграл 3:2. После проигрыша один из фанатов «Милана» создал объявление о продаже Диды на аукционе eBay, сайт удалил объявление. Тем не менее, 3 мая Дида не пропустил в ответном матче, а также отдал результативную передачу, «Милан» победил со счётом 3:0. В финале «россонери» получили шанс взять реванш у «Ливерпуля». Дида сделал важные сейвы после ударов Джермейна Пеннанта, Стивена Джеррарда и Питера Крауча, «Милан» выиграл 2:1, и бразилец завоевал свой второй трофей Лиги чемпионов (седьмой в общем зачёте «россонери») за пять сезонов.
31 августа 2007 года Дида выиграл свой второй в карьере Суперкубок УЕФА — «Милан» победил «Севилью». 16 декабря он также выиграл свой второй клубный чемпионат мира, его команда одержала победу над «Бокой Хуниорс» со счётом 4:2. Он также установил рекорд турнира по числу матчей — шесть — в следующем году это достижение превзошли несколько игроков каирского «Аль-Ахли», которые сыграли по семь матчей.
3 октября 2007 года в матче группового этапа Лиги чемпионов против «Селтика» в Глазго нападающий «кельтов» Скотт Макдональд забил победный мяч на 90-й минуте (2:1). Когда игроки «Селтика» праздновали гол, 27-летний фанат «кельтов» Роберт Макхендри выбежал на поле и, пробегая через штрафную площадь «Милана», хлопнул Диду по плечу. Дида сначала погнался за ним, но через несколько шагов упал на землю, держась за лицо. Его забрали на носилках. Позже Макхендри сам явился в полицию и получил пожизненный запрет посещать «Селтик Парк». В свою очередь УЕФА обвинила Диду в нарушении правил «лояльности, честности и спортивного поведения», поскольку он симулировал травму. Он был наказан дисквалификацией на два матча, а «Селтик» оштрафовали на 25 000 фунтов стерлингов. «Милан» обжаловал это решение, посчитав, что оно «превратило Диду в главного героя инцидента». Дида никогда публично не говорил об этом инциденте, но в первом домашнем матче «Милана» после игры с «Селтиком» — 21 октября против «Эмполи» (поражении 0:1) — он извинился перед присутствовавшими фанатами: сделал паузу во время разминки и поклонился каждой трибуне, в ответ раздались аплодисменты. Его дисквалификация была сокращена до одного матча, он пропустил матч «Милана» 24 октября против донецкого «Шахтёра» (победа 4:1), но 6 ноября вернулся на ответный матч, где его команда победила 3:0. 23 декабря в миланском дерби Дида по непонятным причинам прыгнул в противоположную сторону от удара Эстебана Камбьяссо (поражение 2:1), за что его раскритиковали болельщики и пресса. 13 января 2008 года он сыграл в матче «Милана» против «Наполи» (победа 5:2), но на следующей неделе из-за травмы колена его заменил дублёр Желько Калац. Благодаря хорошей форме Калаца бразилец остался основным вратарём на остальную часть сезона, включая Лигу чемпионов, где «Милан» вылетел в плей-офф от «Арсенала». Дида провёл свой худший сезон в клубе, плохая форма и травмы ознаменовали потерю места в основе «Милана» после шести сезонов. Поскольку «россонери» финишировали пятыми в Серии А, следовательно, не попали в квалификацию Лиги чемпионов на следующий сезон.
В начале сезона 2008/09 у Диды были три конкурента за место в основном составе «Милана»: Желько Калац, Кристиан Аббьяти и Марко Сторари, подписавший контракт в 2007 году. В конечном итоге Дида стал вторым вратарём после Аббьяти, а Калац — третьим. Последний проиграл конкуренцию, когда 3 августа пропустил пять мячей от «Челси» в Кубке РЖД. Сторари в свою очередь отправился в аренду в «Фиорентину». Дида защищал ворота «Милана» в Кубке УЕФА. Он отстоял «насухо» только в одном из шести матчей, а «россонери» выбил из турнира будущий финалист, «Вердер». 15 марта 2009 года Дида сыграл свой первый матч за сезон в Серии А, он заменил Аббьяти, который получил травму колена в матче «Милана» против «Сиены» (победа 5:1). Дида закончил сезон как основной вратарь, проведя в чемпионате шесть «сухих» матчей из последних десяти, «Милан» занял третье место после «Интера» и «Ювентуса» и вернулся в Лигу чемпионов.
В сезоне 2009/10 Карло Анчелотти на посту главного тренера заменил Леонардо Араужо, «Милан» второй год подряд финишировал третьим в Серии А после «Интера» и «Ювентуса», а в Лиге чемпионов выбыл от «Манчестер Юнайтед» с общим счётом 7:2 на стадии 1/16 финала. Дида не смог побороться за место в основе, пропустив предсезонный сбор из-за травмы, и был дублёром Марко Сторари. Он сыграл первый матч в сезоне 18 октября 2009 года, выйдя на замену травмированному Сторари, «Милан» проиграл «Роме» со счётом 2:1. 21 октября в первом матче группового этапа в Лиге чемпионов против «Реала» Дида поймал мяч после удара головой Эстебана Гранеро на 18-й минуте, но выронил его из рук, позволив Раулю забить в пустые ворота. Тем не менее, «Милану» удалось одержать свою первую победу на «Сантьяго Бернабеу» со счётом 3:2.

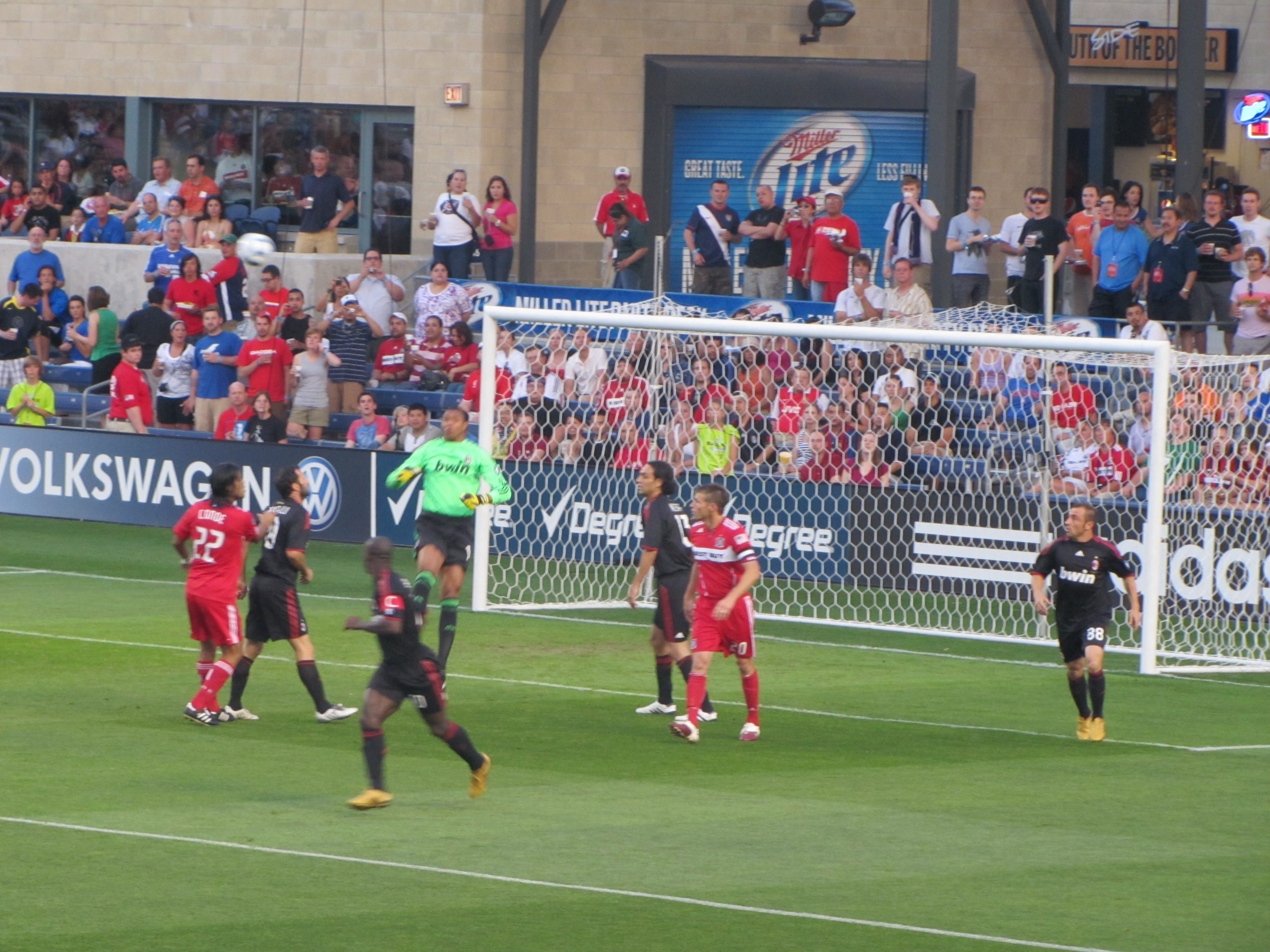
Дида в последнем матче за «Милан» против «Чикаго Файр» (30 мая 2010)

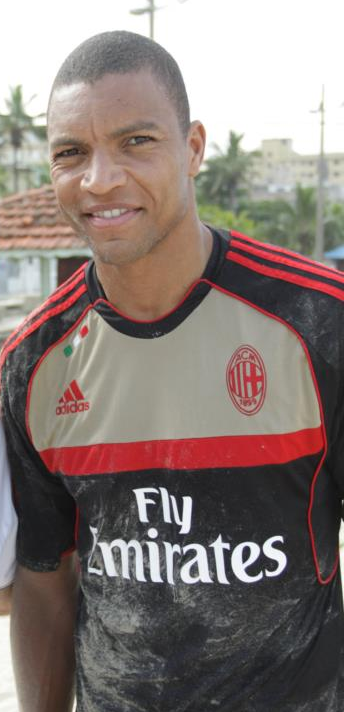
Дида на клубном чемпионате мира по пляжному футболу (10 мая 2012)

Благодаря хорошей игре в чемпионате Дида сохранил место в основе, несмотря на то, что Сторари восстановился после травмы. В частности, 25 октября в добавленное время матча с «Кьево» Дида сделал сейв после удара Пабло Граноче и помог сохранить победный счёт 2:1. 28 октября он сделал ряд важных сейвов в матче с «Наполи» и не дал сопернику победить (ничья 2:2). Дида провёл четыре «сухих» матча и пропускал в среднем по одному голу за игру, «Милан» в чемпионате провёл без поражений восемь матчей подряд, серия оборвалась 13 декабря, когда «россонери» проиграли «Палермо» со счётом 2:0. Дида сохранил место в основе в начале 2010 года, тем временем Аббьяти восстановился после травмы, а Сторари был отдан в аренду «Сампдории». 31 января Аббьяти сыграл свой первый матч после травмы против «Ливорно» (1:1), Дида пропускал игру из-за травмы спины. Оба вратаря впоследствии чередовались в стартовом составе, поскольку Леонардо не мог определиться с первым номером. 21 февраля Аббьяти провёл удачный матч против «Бари» (победа 2:0), в итоге Дида оказался на скамейке запасных. 28 марта Аббьяти снова выбыл из строя, на этот раз из-за тендинита. Дида защищал ворота до конца сезона, и провёл наибольшее количество матчей в Серии А за четыре года — 23. 1 мая он сыграл свой 300-й матч во всех соревнованиях за «Милан», его команда победила «Фиорентину» с минимальным счётом. 15 мая в последнем матче сезона против «Ювентуса» (поражение 3:0) Дида на 88-й минуте был заменён на Аббьяти, трибуны аплодировали стоя, провожая бразильца. Последним в составе «Милана» для Дида стал товарищеский матч против команды MLS «Чикаго Файр».
Срок контракта Дида истёк 30 июня 2010 года. В своей прощальной речи Дида поблагодарил руководство клуба и тренерский штаб, особенно отметив Карло Анчелотти. Он провёл 302 матча за «Милан», что является третьим результатом среди вратарей после Кристиана Аббьяти (380) и Себастьяно Росси (330). Он стал шестым по количеству «сухих» матчей в Лиге чемпионов (35) и вторым после Эдвина Ван дер Сара по соотношению матчей «на ноль» (49 %). Также ему принадлежит четвёртый показатель по времени без пропущенных мячей в истории Лиги чемпионов (623 минуты).
Дида продолжил участвовать в жизни клуба после окончания контракта. Он сыграл несколько благотворительных товарищеских матчей за команду бывших игроков «Милана» против ветеранов ХИКа и «Велес Сарсфилда», в этих матчах он часто выходил на поле в атаке вместо основной позиции вратаря. В мае 2012 года выступил на клубном чемпионате мира по пляжному футболу в составе «Милана», команда заняла последнее место в своей группе.

#### Возвращение в Бразилию
Почти два года Дида безуспешно пытался найти себе новый клуб в Европе. В итоге он вернулся в Бразилию, чтобы продолжить свою карьеру. 24 мая 2012 года Дида подписал контракт до конца сезона с «Португезой», где заменил Вевертона. Вратарь дебютировал 26 июня, его команда одержала победу над «Сан-Паулу» со счётом 1:0. 1 июля он помог своей команде удержать нулевую ничью в матче с «Сантосом», в частности, не дав отличиться молодому лидеру «Сантоса» Неймару. Дида сыграл 32 матча и пропустил 31 гол, «Португеза» избежала вылета из высшего дивизиона, но вратарь ушёл после окончания сезона, когда истёк срок его контракта.
19 декабря 2012 года Дида перешёл в «Гремио» на правах свободного агента, ему пришлось пойти на уступки в контексте финансовых требований. Трансфер состоялся по указанию тренера Вандерлея Лушембурго, который искал опытного сменщика для Марсело Гроэ. К январю 2013 года Дида выиграл конкуренцию у 26-летнего Гроэ, он пропустил 34 гола в 37 матчах чемпионата, а «Гремио» занял второе место в чемпионате Бразилии после «Крузейро». Помимо этого, клуб вышел в полуфинал Кубка Бразилии, выбив «Коринтианс» в серии пенальти. Дида отбил три 11-метровых, в частности неудачный удар в стиле Паненки бывшего товарища по «Милану» Алешандре Пато. «Гремио» не смог пройти 1/8 финала Кубка Либертадорес, когда проиграл на выезде «Индепендьенте Санта-Фе». Это поражение привело к увольнению Лушембурго 30 июня.

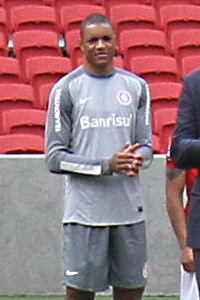
Дида в составе «Интернасьонала» (2014)

После того, как «Гремио» в конце сезона отклонил просьбу Диды о продлении контракта, 26 декабря 2013 года он подписал двухлетнее соглашение с «Интернасьоналом». Он не придавал значение соперничеству между клубами, сославшись на то, что хотел остаться в Порту-Алегри по семейным обстоятельствам. Из-за травмы дебют Диды состоялся лишь 23 февраля 2014 года, его команда проиграла с минимальным счётом «Веранополису». Дида смог вытеснить из основы братьев Алисона и Муриэла Бекеров, сыграв 27 матчей за первую команду. «Интернасьонал» финишировал третьим в Серии А и выиграл Лигу Гаушу 2014.
10 сентября Дида провёл неудачную игру против своего бывшего клуба «Витории» (поражение 2:0). Четыре дня спустя матч с «Ботафого» Дида начал на скамье запасных, но во втором тайме ему пришлось заменить травмированного Муриэла. Матч завершился победой «Интера» со счётом 2:0. Пока Муриэл восстанавливался после травмы бедра, Дида провёл шесть матчей подряд, но выбыл из основы после поражения со счётом 5:0 от «Шапекоэнсе». В этой игре Дида был удалён за неспортивное поведение. После этого первым номером «Интера» стал Алисон, а Дида довольствовался ролью третьего вратаря. 5 апреля 2015 года он сыграл свой последний матч за «Интер» в первом раунде Лиги Гаушу против «Пасу-Фунду» (победа 2:0). В этом матче Дида стал самым возрастным игроком, когда-либо выходившим на поле за «Интернасьонал» — ему был 41 год и 6 месяцев. 25 августа Дида снял видео, на котором он выполняет серию акробатических сейвов во время тренировки команды, ролик стал вирусным. В 2016 году он безуспешно пытался найти новый клуб, в итоге завершил карьеру.

### Сборная Бразилии
Дида стал первым постоянным вратарём сборной, который получил известность по прозвищу, а не по имени или фамилии. Впервые он представлял Бразилию на международной арене в сборной до 20 лет на молодёжном чемпионате мира 1993 года, он провёл четыре «сухих» матча из шести, пропустив только два гола, а Бразилия одержала победу. Благодаря дисквалификации Таффарела на Кубке Америки 1995 года за использование нестандартных перчаток Дида сыграл свой первый матч за основную сборную в возрасте 21 года, Бразилия проиграла Эквадору с минимальным счётом, также он провёл победный матч против Перу (2:0).
Тренер Марио Загалло вызвал Диду в качестве дублёра Данрлея на Золотой кубок КОНКАКАФ 1996 года, куда Бразилия по сути отправила свою команду до 23 лет. Дида провёл турнир на скамейке запасных, а «селесан» уступили в финале Мексике. Дида был основным вратарём на летних Олимпийских играх 1996 года. Бразилия начала с поражения от Японии, Дида столкнулся с товарищем по команде Алдаиром, в результате Япония забила в пустые ворота единственный гол матча. Тем не менее, Бразилия выиграла группу и финишировала с бронзовой медалью.
Дида не попал в состав Бразилии на Кубок Америки 1997 года, но вернулся в основу в том же году на первый Кубок конфедераций. Он провёл пять «сухих» матчей и пропустил всего два гола, «селесан» завоевали трофей, обыграв в финале Австралию со счётом 6:0. Дида получил вызов на чемпионат мира 1998 года, однако Загалло вернул в основу команды Таффарела после трёхлетнего перерыва, а Дида был третьим после Карлоса Жермано. Бразилия дошла до финала, где уступила хозяевам, Франции. Он не играл за сборную в 1998 году, что повлияло на решение покинуть «Крузейро» и перейти в «Милан» в начале следующего года. В 1999 году под руководством нового тренера Вандерлея Лушембурго Дида выиграл свой единственный Кубок Америки с Бразилией. В финале команда нанесла поражение Уругваю (приславшему на турнир талантливый, но молодёжный состав) со счётом 3:0. Перед финальным матчем бывший вратарь Моасир Барбоза высказался о Диде:
Он будет доминировать на позиции [вратаря] долгие годы. Я молюсь, чтобы Бог сохранил его.
Дида пропустил только два гола за турнир, а в четвертьфинальном матче против принципиального соперника Аргентины парировал неудачный пенальти Роберто Айялы. Дида выступил на втором для себя Кубке конфедераций, Бразилия не пропустила ни одного гола на групповом этапе и в полуфинале обыграла хозяев, Саудовскую Аравию, со счётом 8:2. Однако в финале команда снова проиграла Мексике 4:3.
Дида провёл свой третий Кубок конфедераций в 2001 году, второй раз подряд сыграв «на ноль» все матчи группового этапа. Бразилия вышла с группы второй после Японии при одной победе и двух ничьих, но проиграла в полуфинале будущим победителям, Франции (2:1), а затем — Австралии в матче за третье место (1:0).
Благодаря успешной игре в «Коринтиансе» тренер Луис Фелипе Сколари вызвал Диду на чемпионат мира 2002 года в качестве дублёра Маркоса, которого Сколари ранее тренировал в «Палмейрасе». Дида и третий вратарь Рожерио Сени не покидали скамейку запасных, а «селесан» выиграли свой пятый Кубок мира. В день финала Роналдо попросил Диду составить ему компанию, они беседовали и играли в гольф перед отъездом на стадион «Ниссан» в Иокогаме. Роналдо забил оба гола в ворота Германии и стал лучшим бомбардиром турнира.
В 2003 году Дида выступил на своём четвёртом Кубке конфедераций, Бразилия показала плохой результат, выбыв на групповом этапе. Он провёл свой пятый и последний Кубок конфедераций в 2005 году. В матче против Мексики на групповом этапе он отразил пенальти от Хареда Борхетти. Примечательно, что удар пришлось дважды повторять из-за неоднократного преждевременного вбегания игрока в штрафную. Боргетти забил с первой попытки, но попал в перекладину со второй. Однако Бразилия проиграла с минимальным счётом. 22 июня в матче с Японией тренер Карлос Алберто Паррейра дал Диде отдохнуть, выпустив Маркоса, который сыграл свой последний матч за Бразилию (2:2). В полуфинальном матче с хозяйкой турнира, Германией, в ворота Диды снова назначили пенальти. Михаэль Баллак реализовал удар, несмотря на то, что Дида угадал направление полёта мяча. Он стал первым двукратным обладателем Кубка конфедераций после решающей победы «селесан» над Аргентиной в финале со счётом 4:1. Это был его последний трофей в сборной.

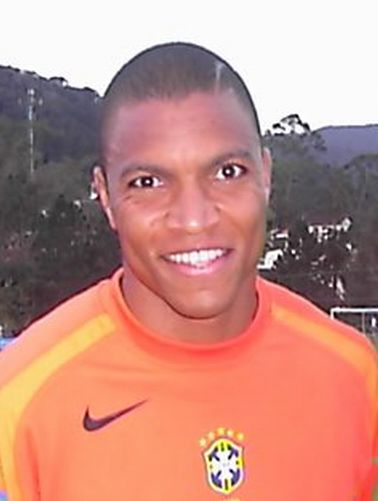
Дида в составе сборной (2005)

После двух чемпионатов мира без единого матча Дида был основным вратарём на чемпионате мира 2006 года в Германии. В 32 года он стал вторым по возрасту вратарём в истории выступлений Бразилии на чемпионатах мира (после Жилмара, 35 лет, мундиаль 1966 года). В защите играли Лусио и Жуан, в итоге Дида пропустил только один гол на групповом этапе, Бразилия победила Хорватию, Австралию и Японию. 22 июня в матче с Японией (победа 4:1) он стал первым вратарём после Эмерсона Леао в 1978 году, который получил капитанскую повязку Бразилии, тренер дал отдых основному капитану Кафу. В матче с Ганой (победа 3:0) в 1/8 финала Дида отбил удар в упор от Джона Менса, чемпион мира 1970 года Тостао назвал его лучшим игроком матча. Однако у Бразилии страдала линия нападения, команда покинула турнир после поражения в четвертьфинале от Франции со счётом 1:0. Дида и защитники избежали критики в СМИ за неудовлетворительную игру команды.
Дида больше не играл за Бразилию после того, как в июле 2006 года команду возглавил новый тренер Дунга. Он окончательно ушёл из национальной сборной 1 октября. Он провёл в общей сложности 90 матчей, став третьим среди вратарей за всю историю Бразилии после Таффарела (101) и Жилмара (94); пропустил 67 голов. Дида является лидером Кубка конфедераций по количеству матчей (22) и общему количеству матчей «на ноль» (12), при этом он стал единственным игроком, который участвовал в пяти розыгрышах турнира. За всю карьеру в сборной в ворота Диды назначили восемь пенальти, шесть из них он отбил.

## Тренерская карьера
После того, как в 2015 году истёк контракт Диды с «Интернасьонал», он временно остался в клубе на стажировке. Он хотел получить тренерскую лицензию и в декабре 2015 года вместе с бывшими товарищами по сборной Таффарелом и Рикардиньо прошёл тренерские курсы Бразильской конфедерации футбола. С октября по ноябрь 2016 года он работал помощником и консультантом в клубе «Шэньчжэнь» из Первой лиги Китая, куда пришёл по приглашению бывшего товарища по «Милану» Кларенса Зеедорфа. В августе 2018 года Дида присоединился к тренерскому штабу команды «Пирамидз» из египетской Премьер-лиги, где занял должность тренера вратарей. Через год он вернулся в «Милан» в качестве тренера вратарей юношеского состава команды. В августе 2020 года его повысили до тренера вратарей первой команды, он вступил в должность в сезоне 2020/21.

## Стиль игры
Ряд экспертов считает Диду одним из лучших вратарей своего поколения и одним из величайших вратарей сборной Бразилии. В то же время он получил неоднозначную оценку своего стиля игры, особенно во время выступлений за «Милан». Он был известен как хороший голкипер в стране (Италия), которая всегда славилась своими вратарями. Он много занимался с тренером вратарей «россонери» Вилльямом Векки, который до этого тренировал Джанлуиджи Буффона в «Парме». Векки назвал Диду «более обдуманным» в своей игре, тогда как Буффон действовал в основном инстинктивно. В расцвете сил Дида был известен своей способностью отбивать мячи и владеть ситуацией в штрафной площадке, а также атлетизмом и реакцией. Несмотря на крупные габариты, он часто выполнял акробатические эффектные сейвы, без игры на публику. Тренеры хвалили Диду за то, что он сдерживал свои эмоции после пропущенных голов. Дида хорошо умел парировать пенальти, этот навык он проявил в основном в Бразилии: в «Крузейро» и «Коринтиансе». Он также был известен своим сдержанным характером как на поле, так и за его пределами, и нежеланием давать интервью, а также своей физической подготовкой и работоспособностью.
Дида, однако, также подвергался критике за проблемы с концентрацией, что иногда приводило к ошибкам и пропущенным голам, как, например, гол от «Лидса» в 2000 году. Его критиковали за неуверенную игру ногами, нерешительность при выходе из ворот и перехватах навесов. Он считался одним из лучших вратарей мира на пике своей карьеры в «Милане» с 2003 по 2005 год. В это время он соперничал с Буффоном за звание лучшего вратаря в мировом футболе. Инцидент с фаером в матче с «Интером» в апреле 2005 года многими считается катализатором спада его формы. В 2006 году The Guardian назвала Дида «бразильским ответом Дэвиду Джеймсу», который сам был известен вратарскими ошибками, когда играл за «Ливерпуль» в 1990-х. Он также подвергся критике со стороны бывших вратарей «Милана» за спад в форме. В 2007 году Фабио Кудичини высказал мнение, что ошибки Диды были вызваны психологическими факторами, в то время как Энрико Альбертози был более прямолинейным, заявив в 2009 году, что Дида «никогда не был гарантом» в воротах, «даже когда он был на высоте».

## Прозвища
За свою клубную карьеру Дида заработал множество прозвищ, сначала в «Крузейро» его называли A muralha azul (рус. Синяя стена), затем последовали São Dida (рус. Святой Дида) и O rei dos pênaltis (рус. Король пенальти) в «Коринтиансе». Диктор Milan TV Карло Пеллегатти за акробатические сейвы дал ему прозвище Baghera la pantera (отсылка к Багире из «Книги джунглей»). Болельщики «Милана» называли Диду L’Ammiraglio (рус. Адмирал), сравнивая с Горацио Нельсоном. После неудачных матчей его назвали Didastro — от слова disastro, что по-итальянски означает «катастрофа». Журнал Placar за его бесстрастность назвал его Geladeira (рус. Холодильник) и Homem de gelo (рус. Ледяной человек).

## Влияние
Дида — первый постоянный афро-бразильский вратарь своей сборной после Моасира Барбозы, который пропустил решающий гол от Уругвая в финале чемпионата мира 1950 года, что впоследствии стало причиной дискриминации чернокожих вратарей в бразильском футболе. Бразильские СМИ хвалили Диду за преодоление этого стереотипа, начиная с Кубка Америки 1999 года, а особенно в 2006 году, когда он стал первым за 56 лет чернокожим вратарём в основе сборной Бразилии на чемпионате мира. 27 мая 2006 года во время пресс-конференции в Веггисе, Швейцария, где «селесан» проводили открытые тренировки, Дида призвал своих соотечественников простить Барбозу и вместо этого вспомнить его положительный вклад в бразильский футбол. 11 июня, за два дня до первого матча «селесан» против Хорватии, газета Folha de S.Paulo написала про Диду: «Чёрный, с северо-востока, и ему за тридцать, Дида сломает барьеры для бразильского вратаря». После ухода Диды из сборной он и Барбоза остаются единственными афро-бразильскими вратарями, которые играли в финальных стадиях чемпионата мира.
На клубном уровне благодаря успеху Диды в бразильских командах увеличилось количество чернокожих вратарей. Наряду с Таффарелом он повлиял на рост популярности бразильских вратарей в Европе. В январе 2014 года газета Zero Hora написала, что Дида стал первым чернокожим вратарём в «Интернасьонале» с 1971 года. Некоторые вратари брали себе его игровое прозвище как дань уважения или из-за кажущегося физического сходства.

## Вне футбола

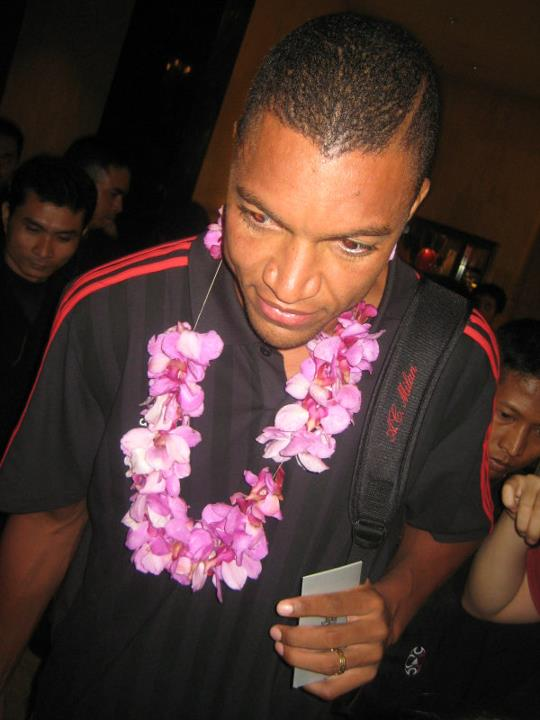
Дида в неформальной обстановке (2011)

Дида женат, супругу зовут Люсия. Во время выступлений за «Милан» он регулярно общался с вратарём «Интера» и своим соотечественником, Жулио Сезаром, жена Диды была в дружеских отношениях с супругой Жулио Сезара, Сюзанной Вернер. Дида не ведёт расточительный образ жизни, мало пользуется мобильным телефоном и не состоит в социальных сетях. Единственное дорогое увлечение футболиста — внедорожники.
18 декабря 2013 года Дида получил итальянское гражданство. В том же году в его честь назвали спортивный зал в муниципалитете Лагоа-да-Каноа, где он вырос, а в апреле 2014 года он встретился с мэром Алвару Мелу, чтобы обсудить вовлечённость молодёжи в спорт. 11 сентября 2015 года Дида присвоили звание почётного гражданина Алагоаса. Бывший партнёр Диды по «Милану» Сержиньо является его агентом и менеджером.
В 2014 году Дида вместе с товарищами по «Интернасьоналу» Жуаном и Андресом Д’Алессандро снялись в социальной рекламе Панамериканской организации здравоохранения, в которой подчёркивалась важность вакцинации для предотвращения распространения болезней.
После протестов в июне 2013 года в Бразилии, которые прошли во время Кубка конфедераций, Дида вместе с другими футболистами, включая Рожерио Сени, Жилберту Силву, Кларенса Зеедорфа и Алешандре Пато, создали организацию Bom Senso FC. Она ставила своей целью решить вопросы своевременных выплат игрокам и сокращения межсезонья в бразильском клубном футболе. 19 марта 2015 года Дида выступил с речью в Федеральном университете Параны в Куритибе, в которой объяснил предложения организации.

### СМИ
В 1996 году, после летних Олимпийских игр, Дида и тренер сборной Бразилии Марио Загалло снялись в рекламном ролике автомобиля Volkswagen Gol. В 2005 году итальянский производитель ювелирных изделий FIBO Steel пригласил Диду и Буффона сняться в рекламе коллекции украшений из металла «FA1RPLAY», Дида снялся с несколькими украшениями для онлайн-каталога. Дида долгое время носил вратарские перчатки немецкого производителя Reusch, он снялся для обложки летнего каталога компании в 2006 году. Вообще Дида не был медийной персоной в ходе своей карьере. В частности, в 2001 году он заявил журналу Placar, что не заинтересован в коммерциализации своего изображения.
В 2006 году Дида вместе с товарищами по «Милану» Мальдини, Шевченко, Гаттузо, Амброзини и Костакуртой снялись в итальянской комедии Eccezzziunale veramente: Capitolo secondo … me, в которой главный герой (играет Диего Абатантуоно) хочет, чтобы Дида играл в атаке «Милана» потому, что он бразилец, а Шевченко стал на ворота. В сцене из другого итальянского фильма того же года, Il caimano, сын главного героя (играет Сильвио Орландо) спрашивает отца, кто лучше: Дида или Буффон.

## Достижения

### Командные
«Крузейро»
- Чемпион Бразилии: 1999
- Обладатель Кубка Бразилии: 1996
- Обладатель Кубка Либертадорес: 1997

«Коринтианс»
- Победитель клубного чемпионата мира: 2000

«Милан»
- Чемпион Италии: 2003/04
- Обладатель Кубка Италии: 2003
- Обладатель Суперкубка Италии: 2004
- Победитель Лиги Чемпионов УЕФА (2): 2002/03, 2006/07
- Обладатель Суперкубка УЕФА (2): 2003, 2007
- Победитель клубного чемпионата мира: 2007

Сборная Бразилии
- Чемпион мира: 2002
- Чемпион мира среди молодёжи: 1993
- Победитель Кубка конфедераций (2): 1997, 2005
- Победитель Кубка Америки: 1999

### Личные
- Член символической сборной ФИФПРО: 2005[265]
- Введен в зал славы футбольного клуба «Милан»[266]

## Статистика выступлений

### Клубная карьера
| Клуб                | Сезон            | Чемпионат | Чемпионат | Кубок | Кубок | Конт. | Конт. | Прочие | Прочие | Всего | Всего |
| Клуб                | Сезон            | Игры      | ГП        | Игры  | ГП    | Игры  | ГП    | Игры   | ГП     | Игры  | ГП    |
| ------------------- | ---------------- | --------- | --------- | ----- | ----- | ----- | ----- | ------ | ------ | ----- | ----- |
| Витория             | 1992             | -         | -         | -     | -     | -     | -     | -      | -      | -     | -     |
| Витория             | 1993             | 24        | 27        | -     | -     | -     | -     | -      | -      | 24    | 27    |
| Крузейро            | 1993             | 23        | 33        | -     | -     | 6     | 7     | -      | -      | 29    | 40    |
| Крузейро            | 1995             | 20        | 19        | 3     | 3     | 8     | 6     | -      | -      | 31    | 28    |
| Крузейро            | 1996             | 22        | 18        | 9     | 10    | ?     | ?     | -      | -      | 31+   | 28+   |
| Крузейро            | 1997             | 25        | 29        | 2     | 2     | 20    | 22    | 1      | 2      | 48    | 55    |
| Крузейро            | 1998             | 30        | 36        | 5     | 3     | 14    | 15    | -      | -      | 49    | 54    |
| Лугано              | 1998/99          | -         | -         | -     | -     | -     | -     | -      | -      | -     | -     |
| Коринтианс          | 1999             | 25        | 35        | -     | -     | -     | -     | -      | -      | 25    | 35    |
| Коринтианс          | 2000             | -         | -         | -     | -     | 11    | 20    | 4      | 2      | 15    | 22    |
| Милан               | 2000/01          | 1         | 2         | -     | -     | 6     | 5     | -      | -      | 7     | 7     |
| Коринтианс          | 2001             | 8         | 10        | -     | -     | -     | -     | -      | -      | 8     | 10    |
| Коринтианс          | 2002             | -         | -         | 9     | 12    | -     | -     | 18     | 18     | 27    | 30    |
| Милан               | 2002/03          | 30        | 23        | -     | -     | 14    | 7     | -      | -      | 44    | 30    |
| Милан               | 2003/04          | 32        | 20        | 2     | 2     | 9     | 7     | 2      | 1      | 45    | 30    |
| Милан               | 2004/05          | 36        | 23        | -     | -     | 13    | 9     | 1      | 0      | 50    | 32    |
| Милан               | 2005/06          | 36        | 31        | -     | -     | 12    | 10    | -      | -      | 48    | 41    |
| Милан               | 2006/07          | 25        | 19        | 3     | 5     | 13    | 9     | -      | -      | 41    | 33    |
| Милан               | 2007/08          | 13        | 11        | -     | -     | 4     | 4     | 3      | 3      | 20    | 18    |
| Милан               | 2008/09          | 10        | 7         | 1     | 2     | 8     | 9     | -      | -      | 19    | 18    |
| Милан               | 2009/10          | 23        | 27        | -     | -     | 5     | 8     | -      | -      | 28    | 35    |
| Португеза Деспортос | 2012             | 32        | 31        | -     | -     | -     | -     | -      | -      | 32    | 31    |
| Гремио              | 2013             | 37        | 34        | 6     | 2     | 8     | 6     | 9      | 4      | 60    | 46    |
| Интернасьонал       | 2014             | 27        | 27        | 5     | 8     | 2     | 3     | 7      | 5      | 41    | 45    |
| Интернасьонал       | 2015             | -         | -         | -     | -     | -     | -     | 1      | 0      | 1     | 0     |
| Всего за карьеру    | Всего за карьеру | 479       | 462       | 45    | 49    | 153   | 147   | 46     | 35     | 723   | 693   |

### Матчи за сборную Бразилии
| Матчи и пропущенные голы Дида за сборную Бразилии | Матчи и пропущенные голы Дида за сборную Бразилии | Матчи и пропущенные голы Дида за сборную Бразилии | Матчи и пропущенные голы Дида за сборную Бразилии | Матчи и пропущенные голы Дида за сборную Бразилии | Матчи и пропущенные голы Дида за сборную Бразилии | Матчи и пропущенные голы Дида за сборную Бразилии |
| №                                                 | Дата                                              | Место проведения                                  | Соперник                                          | Счёт                                              | ГП                                                | Соревнование                                      |
| ------------------------------------------------- | ------------------------------------------------- | ------------------------------------------------- | ------------------------------------------------- | ------------------------------------------------- | ------------------------------------------------- | ------------------------------------------------- |
| 1                                                 | 7 июля 1995                                       | Ривера                                            | Эквадор                                           | 1:0                                               | —                                                 | Кубок Америки 1995                                |
| 2                                                 | 10 июля 1995                                      | Ривера                                            | Перу                                              | 2:0                                               | —                                                 | Кубок Америки 1995                                |
| 3                                                 | 12 января 1996                                    | Лос-Анджелес                                      | Канада                                            | 4:1                                               | 1                                                 | Золотой кубок КОНКАКАФ 1996                       |
| 4                                                 | 14 января 1996                                    | Лос-Анджелес                                      | Гондурас                                          | 5:0                                               | —                                                 | Золотой кубок КОНКАКАФ 1996                       |
| 5                                                 | 18 января 1996                                    | Лос-Анджелес                                      | США                                               | 1:0                                               | —                                                 | Золотой кубок КОНКАКАФ 1996                       |
| 6                                                 | 21 января 1996                                    | Лос-Анджелес                                      | Мексика                                           | 0:2                                               | 2                                                 | Золотой кубок КОНКАКАФ 1996                       |
| 7                                                 | 27 марта 1996                                     | Сан-Жозе-ду-Риу-Прету                             | Гана                                              | 8:2                                               | 2                                                 | Товарищеский матч                                 |
| 8                                                 | 24 апреля 1996                                    | Йоханнесбург                                      | ЮАР                                               | 3:2                                               | 2                                                 | Товарищеский матч                                 |
| 9                                                 | 7 декабря 1997                                    | Йоханнесбург                                      | ЮАР                                               | 2:1                                               | 1                                                 | Товарищеский матч                                 |
| 10                                                | 12 декабря 1997                                   | Эр-Рияд                                           | Саудовская Аравия                                 | 3:0                                               | —                                                 | Кубок конфедераций 1997                           |
| 11                                                | 14 декабря 1997                                   | Эр-Рияд                                           | Австралия                                         | 0:0                                               | —                                                 | Кубок конфедераций 1997                           |
| 12                                                | 16 декабря 1997                                   | Эр-Рияд                                           | Мексика                                           | 3:2                                               | 1                                                 | Кубок конфедераций 1997                           |
| 13                                                | 19 декабря 1997                                   | Эр-Рияд                                           | Чехия                                             | 2:0                                               | —                                                 | Кубок конфедераций 1997                           |
| 14                                                | 21 декабря 1997                                   | Эр-Рияд                                           | Австралия                                         | 6:0                                               | —                                                 | Финал Кубка конфедераций 1997                     |
| 15                                                | 5 июня 1999                                       | Салвадор                                          | Нидерланды                                        | 2:2                                               | 2                                                 | Товарищеский матч                                 |
| 16                                                | 8 июня 1999                                       | Гояния                                            | Нидерланды                                        | 3:1                                               | 1                                                 | Товарищеский матч                                 |
| 17                                                | 26 июня 1999                                      | Куритиба                                          | Латвия                                            | 3:0                                               | —                                                 | Товарищеский матч                                 |
| 18                                                | 30 июня 1999                                      | Сьюдад-дель-Эсте                                  | Венесуэла                                         | 7:0                                               | —                                                 | Кубок Америки 1999                                |
| 19                                                | 3 июля 1999                                       | Сьюдад-дель-Эсте                                  | Мексика                                           | 2:1                                               | 1                                                 | Кубок Америки 1999                                |
| 20                                                | 6 июля 1999                                       | Сьюдад-дель-Эсте                                  | Чили                                              | 1:0                                               | —                                                 | Кубок Америки 1999                                |
| 21                                                | 11 июля 1999                                      | Сьюдад-дель-Эсте                                  | Аргентина                                         | 2:1                                               | 1                                                 | Кубок Америки 1999                                |
| 22                                                | 14 июля 1999                                      | Сьюдад-дель-Эсте                                  | Мексика                                           | 2:0                                               | —                                                 | Кубок Америки 1999                                |
| 23                                                | 18 июля 1999                                      | Асунсьон                                          | Уругвай                                           | 3:0                                               | —                                                 | Кубок Америки 1999                                |
| 24                                                | 24 июля 1999                                      | Гвадалахара                                       | Германия                                          | 4:0                                               | —                                                 | Кубок конфедераций 1999                           |
| 25                                                | 28 июля 1999                                      | Гвадалахара                                       | США                                               | 1:0                                               | —                                                 | Кубок конфедераций 1999                           |
| 26                                                | 30 июля 1999                                      | Гвадалахара                                       | Новая Зеландия                                    | 2:0                                               | —                                                 | Кубок конфедераций 1999                           |
| 27                                                | 1 августа 1999                                    | Гвадалахара                                       | Саудовская Аравия                                 | 8:2                                               | 2                                                 | Кубок конфедераций 1999                           |
| 28                                                | 4 августа 1999                                    | Мехико                                            | Мексика                                           | 3:4                                               | 4                                                 | Финал Кубка конфедераций 1999                     |
| 29                                                | 4 сентября 1999                                   | Буэнос-Айрес                                      | Аргентина                                         | 0:2                                               | 2                                                 | Товарищеский матч                                 |
| 30                                                | 7 сентября 1999                                   | Порту-Алегри                                      | Аргентина                                         | 4:2                                               | 2                                                 | Товарищеский матч                                 |
| 31                                                | 9 октября 1999                                    | Амстердам                                         | Нидерланды                                        | 2:2                                               | 2                                                 | Товарищеский матч                                 |
| 32                                                | 23 февраля 2000                                   | Бангкок                                           | Таиланд                                           | 7:0                                               | —                                                 | Товарищеский матч                                 |
| 33                                                | 28 марта 2000                                     | Богота                                            | Колумбия                                          | 0:0                                               | —                                                 | Отбор на ЧМ-2002                                  |
| 34                                                | 26 апреля 2000                                    | Сан-Паулу                                         | Эквадор                                           | 3:2                                               | 2                                                 | Отбор на ЧМ-2002                                  |
| 35                                                | 23 мая 2000                                       | Кардифф                                           | Уэльс                                             | 3:0                                               | —                                                 | Товарищеский матч                                 |
| 36                                                | 27 мая 2000                                       | Лондон                                            | Англия                                            | 1:1                                               | 1                                                 | Товарищеский матч                                 |
| 37                                                | 4 июня 2000                                       | Лима                                              | Перу                                              | 1:0                                               | —                                                 | Отбор на ЧМ-2002                                  |
| 38                                                | 28 июня 2000                                      | Рио-де-Жанейро                                    | Уругвай                                           | 1:1                                               | 1                                                 | Отбор на ЧМ-2002                                  |
| 39                                                | 18 июля 2000                                      | Асунсьон                                          | Парагвай                                          | 1:2                                               | 2                                                 | Отбор на ЧМ-2002                                  |
| 40                                                | 26 июля 2000                                      | Сан-Паулу                                         | Аргентина                                         | 3:1                                               | 1                                                 | Отбор на ЧМ-2002                                  |
| 41                                                | 15 августа 2000                                   | Сантьяго                                          | Чили                                              | 3:0                                               | —                                                 | Отбор на ЧМ-2002                                  |
| 42                                                | 31 мая 2001                                       | Касима                                            | Камерун                                           | 2:0                                               | —                                                 | Кубок конфедераций 2001                           |
| 43                                                | 2 июня 2001                                       | Касима                                            | Канада                                            | 0:0                                               | —                                                 | Кубок конфедераций 2001                           |
| 44                                                | 4 июня 2001                                       | Касима                                            | Япония                                            | 0:0                                               | —                                                 | Кубок конфедераций 2001                           |
| 45                                                | 7 июня 2001                                       | Сувон                                             | Франция                                           | 1:2                                               | 2                                                 | Кубок конфедераций 2001                           |
| 46                                                | 9 июня 2001                                       | Ульсан                                            | Австралия                                         | 0:1                                               | 1                                                 | Кубок конфедераций 2001                           |
| 47                                                | 9 августа 2001                                    | Куритиба                                          | Панама                                            | 5:0                                               | —                                                 | Товарищеский матч                                 |
| 48                                                | 31 января 2002                                    | Гояния                                            | Боливия                                           | 6:0                                               | —                                                 | Товарищеский матч                                 |
| 49                                                | 6 февраля 2002                                    | Эр-Рияд                                           | Саудовская Аравия                                 | 1:0                                               | —                                                 | Товарищеский матч                                 |
| 50                                                | 25 мая 2002                                       | Куала-Лумпур                                      | Малайзия                                          | 4:0                                               | —                                                 | Товарищеский матч                                 |
| 51                                                | 21 августа 2002                                   | Форталеза                                         | Парагвай                                          | 1:0                                               | —                                                 | Товарищеский матч                                 |
| 52                                                | 20 ноября 2002                                    | Сеул                                              | Республика Корея                                  | 3:2                                               | 2                                                 | Товарищеский матч                                 |
| 53                                                | 12 февраля 2003                                   | Гуанчжоу                                          | Китай                                             | 0:0                                               | —                                                 | Товарищеский матч                                 |
| 54                                                | 30 апреля 2003                                    | Гвадалахара                                       | Мексика                                           | 0:0                                               | —                                                 | Товарищеский матч                                 |
| 55                                                | 11 июня 2003                                      | Абуджа                                            | Нигерия                                           | 3:0                                               | —                                                 | Товарищеский матч                                 |
| 56                                                | 19 июня 2003                                      | Сен-Дени                                          | Камерун                                           | 0:1                                               | 1                                                 | Кубок конфедераций 2003                           |
| 57                                                | 21 июня 2003                                      | Лион                                              | США                                               | 1:0                                               | —                                                 | Кубок конфедераций 2003                           |
| 58                                                | 23 июня 2003                                      | Сент-Этьен                                        | Турция                                            | 2:2                                               | 2                                                 | Кубок конфедераций 2003                           |
| 59                                                | 7 сентября 2003                                   | Барранкилья                                       | Колумбия                                          | 2:1                                               | 1                                                 | Отбор на ЧМ-2006                                  |
| 60                                                | 10 сентября 2003                                  | Манаус                                            | Эквадор                                           | 1:0                                               | —                                                 | Отбор на ЧМ-2006                                  |
| 61                                                | 12 октября 2003                                   | Лестер                                            | Ямайка                                            | 1:0                                               | —                                                 | Товарищеский матч                                 |
| 62                                                | 16 ноября 2003                                    | Лима                                              | Перу                                              | 1:1                                               | 1                                                 | Отбор на ЧМ-2006                                  |
| 63                                                | 19 ноября 2003                                    | Куритиба                                          | Уругвай                                           | 3:3                                               | 3                                                 | Отбор на ЧМ-2006                                  |
| 64                                                | 18 февраля 2004                                   | Дублин                                            | Ирландия                                          | 0:0                                               | —                                                 | Товарищеский матч                                 |
| 65                                                | 31 марта 2004                                     | Асунсьон                                          | Парагвай                                          | 0:0                                               | —                                                 | Отбор на ЧМ-2006                                  |
| 66                                                | 28 апреля 2004                                    | Будапешт                                          | Венгрия                                           | 4:1                                               | 1                                                 | Товарищеский матч                                 |
| 67                                                | 20 мая 2004                                       | Сен-Дени                                          | Франция                                           | 0:0                                               | —                                                 | Товарищеский матч                                 |
| 68                                                | 2 июня 2004                                       | Белу-Оризонти                                     | Аргентина                                         | 3:1                                               | 1                                                 | Отбор на ЧМ-2006                                  |
| 69                                                | 6 июня 2004                                       | Сантьяго                                          | Чили                                              | 1:1                                               | 1                                                 | Отбор на ЧМ-2006                                  |
| 70                                                | 9 октября 2004                                    | Маракайбо                                         | Венесуэла                                         | 5:2                                               | 2                                                 | Отбор на ЧМ-2006                                  |
| 71                                                | 13 октября 2004                                   | Масейо                                            | Колумбия                                          | 0:0                                               | —                                                 | Отбор на ЧМ-2006                                  |
| 72                                                | 17 ноября 2004                                    | Кито                                              | Эквадор                                           | 0:1                                               | 1                                                 | Отбор на ЧМ-2006                                  |
| 73                                                | 27 марта 2005                                     | Гояния                                            | Перу                                              | 1:0                                               | —                                                 | Отбор на ЧМ-2006                                  |
| 74                                                | 30 марта 2005                                     | Монтевидео                                        | Уругвай                                           | 1:1                                               | 1                                                 | Отбор на ЧМ-2006                                  |
| 75                                                | 5 июня 2005                                       | Порту-Алегри                                      | Парагвай                                          | 4:1                                               | 1                                                 | Отбор на ЧМ-2006                                  |
| 76                                                | 8 июня 2005                                       | Буэнос-Айрес                                      | Аргентина                                         | 1:3                                               | 3                                                 | Отбор на ЧМ-2006                                  |
| 77                                                | 16 июня 2005                                      | Лейпциг                                           | Греция                                            | 3:0                                               | —                                                 | Кубок конфедераций 2005                           |
| 78                                                | 19 июня 2005                                      | Ганновер                                          | Мексика                                           | 0:1                                               | 1                                                 | Кубок конфедераций 2005                           |
| 79                                                | 25 июня 2005                                      | Нюрнберг                                          | Германия                                          | 3:2                                               | 2                                                 | Кубок конфедераций 2005                           |
| 80                                                | 29 июня 2005                                      | Франкфурт-на-Майне                                | Аргентина                                         | 4:1                                               | 1                                                 | Финал Кубка конфедераций 2005                     |
| 81                                                | 17 августа 2005                                   | Сплит                                             | Хорватия                                          | 1:1                                               | 1                                                 | Товарищеский матч                                 |
| 82                                                | 4 сентября 2005                                   | Бразилиа                                          | Чили                                              | 5:0                                               | —                                                 | Отбор на ЧМ-2006                                  |
| 83                                                | 12 октября 2005                                   | Белен                                             | Венесуэла                                         | 3:0                                               | —                                                 | Отбор на ЧМ-2006                                  |
| 84                                                | 12 ноября 2005                                    | Абу-Даби                                          | ОАЭ                                               | 8:0                                               | —                                                 | Товарищеский матч                                 |
| 85                                                | 4 июня 2006                                       | Женева                                            | Новая Зеландия                                    | 4:0                                               | —                                                 | Товарищеский матч                                 |
| 86                                                | 13 июня 2006                                      | Берлин                                            | Хорватия                                          | 1:0                                               | —                                                 | ЧМ-2006                                           |
| 87                                                | 18 июня 2006                                      | Мюнхен                                            | Австралия                                         | 2:0                                               | —                                                 | ЧМ-2006                                           |
| 88                                                | 22 июня 2006                                      | Дортмунд                                          | Япония                                            | 4:1                                               | 1                                                 | ЧМ-2006                                           |
| 89                                                | 27 июня 2006                                      | Дортмунд                                          | Гана                                              | 3:0                                               | —                                                 | ЧМ-2006                                           |
| 90                                                | 1 июля 2006                                       | Франкфурт-на-Майне                                | Франция                                           | 0:1                                               | 1                                                 | ЧМ-2006                                           |